# Paranicothoe procircularis
Paranicothoe procircularis is een eenoogkreeftjessoort uit de familie van de Nicothoidae. De wetenschappelijke naam van de soort is voor het eerst geldig gepubliceerd in 1967 door Carton.